# Hubert Hugo
Hubert Hugo (Delfshaven/Rotterdam, ca. 1618 – Batavia, 1678) was van 1640 tot 1654 koopman in Gujarat in dienst van de VOC. Afgezwaaid was hij rond 1662 actief als piraat in de Arabische Zee en de Golf van Aden. In 1664 vrijgesproken door de Staten van Holland kwam hij in 1671 terug in dienst van de VOC, waarna hij tot 1677 commandeur van Mauritius was.

## Koopman in Gujarat
Hubert Gerritsz Hugo werd omstreeks 1618 geboren in Delfshaven. Op 20 januari 1640 vertrok hij in dienst van de VOC-Kamer Zeeland op het schip Zeelandia naar Batavia. Hij was aangenomen als assistent, de instaprang van de zogeheten gekwalificeerde dienaren. Vervolgens werd hij geplaatst in de vestiging in Suratte, de grote havenstad van het Mogolrijk, waar de Compagnie sinds 1616 vooral indigo en geverfde en bedrukte katoenen stoffen (lywaten) inkocht, die in de Molukken geruild konden worden voor specerijen. In 1645 werd Hugo er bevorderd tot onderkoopman, en in 1649 tot koopman. Voor de inkoop van de indigo en de lywaten reisde hij veel in de regio. Hij had, zo schreef men later, 'lange jaren ten dienste van de Edele Compagnie aldaer gesworven en geseten'. In 1652 werd hij benoemd tot opperhoofd van de vestiging in Ahmedabad, iets ten noorden van Suratte. Een jaar later gaf hij aan te willen repatriëren, en vertrok hij met zijn gezin naar Batavia. Als vice-commandeur van de retourvloot van Huybert de Lairesse van november 1654 keerde hij op de Terschelling terug naar de Republiek.

## De Franse rover

### Dordrecht

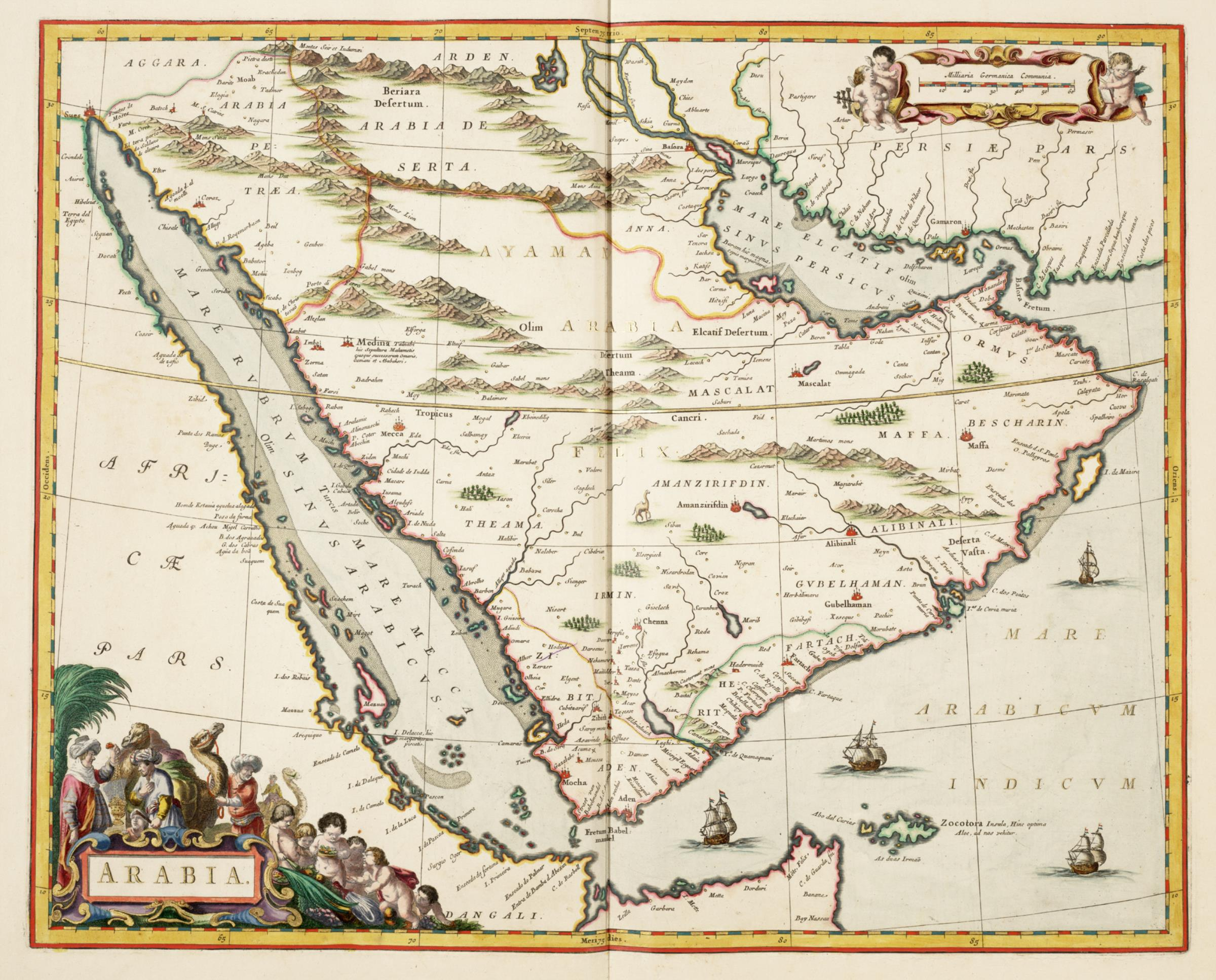
De Rode Zee, de Golf van Aden en de Arabische Zee rond 1660.

Hugo vestigde zich daarna in Dordrecht, aan de Voorstraat ter hoogte van de Nieuwkerkstraat. Hier stonden de woningen van meerdere mensen die zich in die tijd bezig hielden met zowel kaapvaart als piraterij. Simon de Danser kwam er vandaan, en Laurens de Graaf. Vlak bij Hugo woonde Laurens Davidsz van Convent. Met hem en zes andere investeerders liet hij in Zaandam een fregat bouwen en uitrusten voor de kaapvaart in de Arabische Zee. Dit gebied, Hugo wel bekend, werd door de eeuwen heen geplaagd door zeeroverij op het handels- en pelgrimsverkeer tussen Gujarat, de Perzische Golf en de Rode Zee. Juridisch zou men gedekt zijn met een kaperbrief, ook wel commissiebrief geheten, van de Franse hertog Caesar de Bourbon van Vendôme, een zoon van de Franse koning Hendrik IV. Hugo zou commandeur zijn en Van Convent kapitein. Het schip heette De Zeven Provinciën.

### De Golf van Aden
20 augustus 1661 voer het schip uit, zogenaamd om handel te drijven aan de kust van Guinea en in West-Indië, met aan boord een nietsvermoedende bemanning. Op zee, voorbij Texel, kwamen met een loodsboot Hugo en Van Convent aan boord. In de volgende aanlegplaats, Le Havre in Frankrijk, volgden nog eens 40 gewapende Fransen. Toen de Nederlandse zeelieden onraad vermoedden en in opstand kwamen werd die hardhandig onderdrukt. Vier van hen werden gegeseld en opgesloten. Aangezien in de kaperbrief het schip l'Aigle Noir heette, oftewel de Zwarte Arend, werd de naam De Zeven Provinciën op zee overgeschilderd. De zuidpunt van Afrika rondend voer de Zwarte Arend voorbij de Kaap de Goede Hoop naar de baai van Sint Augustijn op Madagaskar. Van daar voer het schip rond in de buurt van de Rode Zee en maakte begin 1662 meerdere schepen buit. De voornaamste prijs was een pelgrimschip van de koningin van Visiapour (Bijapur) met kostbaarheden voor Mekka en Medina. In de buurt van Mokka wisten 8 zeelieden te ontsnappen toen ze aan land drinkwater zochten. In Mokka weigerde de Ottomaanse gouverneur losgeld te betalen voor de buitgemaakte schepen, waarna ze in brand werden gestoken. Een aantal met soldaten bemande schepen die de gouverneur uitzond maakten geen kans tegen de 36 kanonnen van de Zwarte Arend. Verscheidene gingen ten onder.

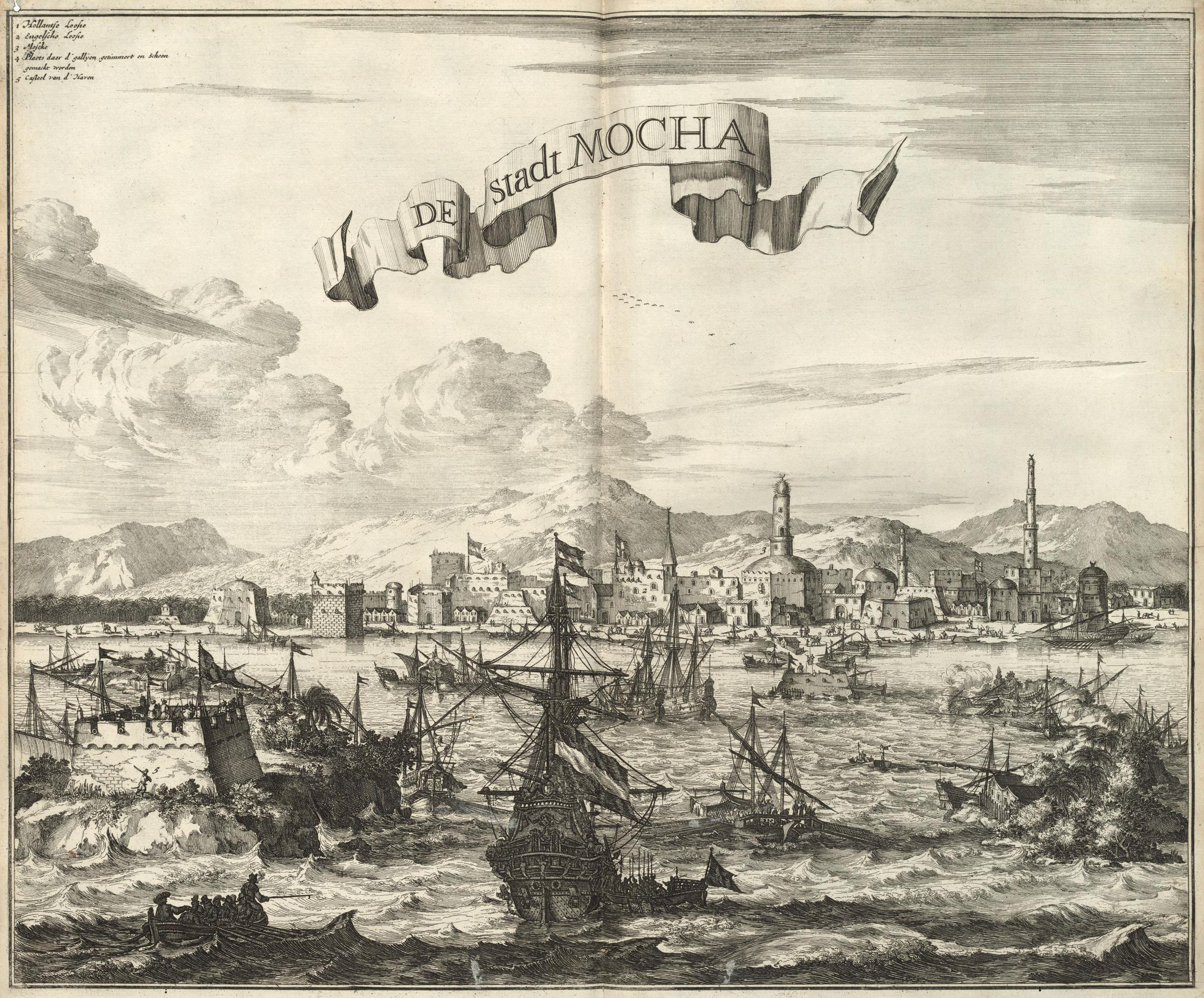
Mokka rond 1680.

In Suratte werden intussen klachten ontvangen over de piraterij, en zowel de Nederlanders als de Engelsen werden op het matje geroepen door de Mogol-gouverneur van Suratte. Ook de VOC-directeur Dirck van Adrichem, die op dat moment met een ambassade aan het hof van Aurangzeb in Delhi was, werd er over aangesproken, maar hij wist duidelijk te maken dat de VOC er niets mee te maken had.

### Gevolgen
Volgeladen met buit (wel 4 à 5 tonnen gouts) deed de Zwarte Arend op de weg terug het eiland Mauritius aan, waar de overlevenden van de schipbreuk van de Arnhem werden aangetroffen. De Arnhem had deel uitgemaakt van de retourvloot van Arnold de Vlaming van Oudshoorn, waarvan vier schepen verloren gingen in dezelfde storm. Hugo wist ruim 30 van hen over te halen bij hem aan boord te komen. Vervolgens stak hij de Atlantische Oceaan over naar de Caraïbische Zee. Hier werd een Engels schip gekaapt dat was geladen met zo'n 2500 huiden, die het daarvoor gekaapt had van de West-Indische Compagnie. De meest kostbare goederen werden toen naar de Republiek gebracht en de huiden naar Frankrijk. Beide kapers werden in de zomer van 1663 gearresteerd. Van Convent werd in Dordrecht veroordeeld tot 30 jaar tuchthuis maar wist spoedig te ontsnappen naar Le Havre. Hugo werd in Frankrijk vrijgesproken. De Franse gezant in Nederland verzocht de Staten-Generaal de geroofde goederen naar Frankrijk te sturen omdat die Frankrijk toebehoorden, maar ze waren door Hugo al grotendeels in veiligheid gebracht.
In Azië liet de VOC de tekst van de Franse kaperbrief overal verspreiden, zodat duidelijk was dat het om een expeditie van een 'Francen rover' ging en dat alles 'het gene denselven gedaen heeft ende nog staet te doen, buyten onse last ende kennisse sy'. In de Republiek dienden de Heren XVII bij de Fransen een protest in tegen de kaperbrief, waarin de hertog van Vendôme 'alle Mooren ende Indiaense natien voor vyanden verclaert', en die leidde tot activiteiten die de goede naam van de Compagnie aantastten. Omdat velen verwachtten dat Hugo terug zou gaan gaven ze opdracht aan alle schepen in de buurt van de Rode Zee om uit te zien naar zijn schip, en 'dat schip ontmoetende of bejegenende, denselven Hugo ende alle de Nederlanders, daerop sijnde, daeraff te ligten en na Batavia te senden, om aldaer teregt gestelt en volgens de placcaten van den lande gestraft te worden'. Intussen werden in de Republiek in 1664 na veel juridisch touwtrekken zowel Hugo als Van Convent door de Staten van Holland vrijgesproken. Hoewel het onderscheid tussen kaapvaart en piraterij formeel heel duidelijk was, was het in de praktijk vaak lastig.

## Commandeur van Mauritius

### Terug bij de VOC

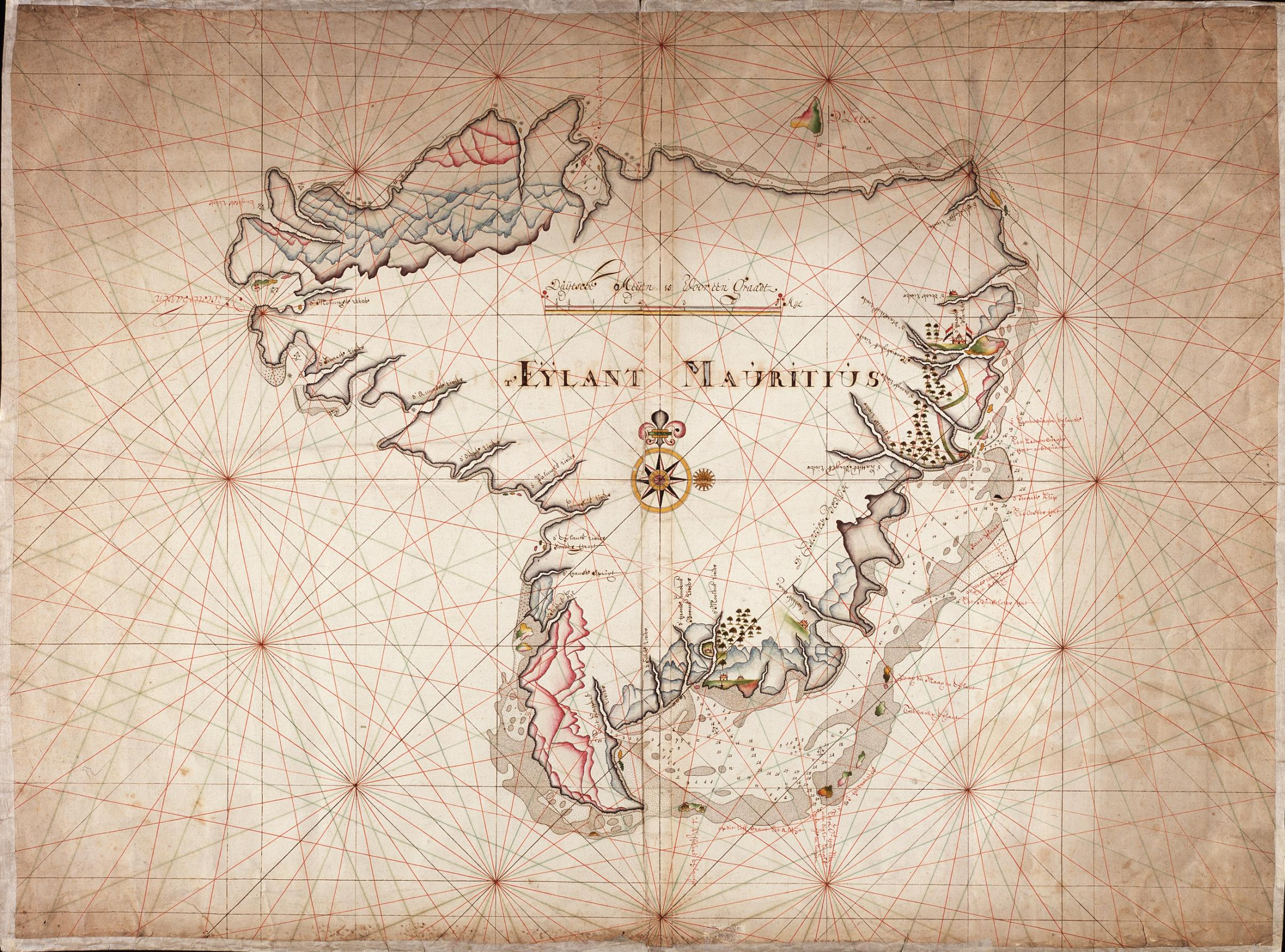
Heit eiland Mauritius.

Begin 1671 benaderde Hugo de Heren XVII met een voorstel om het eiland Mauritius te cultiveren om het naast de Kaap geschikt te maken als tussenstation, en tegelijkertijd de handel op de oostkust van Afrika tot ontwikkeling te brengen. Het ging hier om slaven, olifantstanden en amber. De slaven waren nodig voor de snelle bouw van het nieuwe fort aan de Kaap, met het oog op de dreigende oorlog met Engeland en Frankrijk. Hugo stelde als voorwaarde dat hij niet onder het bestuur van de Kaap wilde vallen. De Heren XVII gingen hier op in. Misschien waren ze bang dat hij met al zijn kennis zou overlopen naar de Fransen, zoals Francois Caron, die met het Perzisch Eskader inmiddels onderweg was naar Azië om daar voor de nieuw opgerichte Franse Oost-Indische Compagnie een basis te veroveren.
Op 14 mei werd Hugo door de VOC opnieuw als koopman aangenomen, op voorwaarde dat hij zijn kaperbrief inleverde en zich niet verder naar Indië zou begeven. Hij zou zich moeten toeleggen op het aanplanten van wijngaarden, tabak, indigo en andere producten op Mauritius en op het bestrijden van de beruchte rattenplaag, ''t sy met bonsems (bunzings) weseltges off andere diergelycke dieren'. De Heren XVII zouden zorgen voor meer kolonisten en een garnizoen van 50 soldaten.

### Mauritius
Op 15 december vertrok Hugo met het schip de Pijl van de VOC-Kamer Amsterdam vanaf Texel, vergezeld van zijn vrouw en vijf kinderen. De koopman Jan Nijhoff was toegevoegd als secunde en plaatsvervanger. Hugo's oudste zoon Gerrit was aangenomen als assistent. In april 1672 arriveerde de Pijl aan de Kaap. Hugo's vrouw overleed tijdens de reis. De Pijl voer in mei door naar de Majottes (Mayotte), Mozambique en Madagaskar. Hier werden Nijhoff en drie soldaten bij een bezoek aan de kust door inlanders het binnenland ingevoerd en kwamen niet meer terug. In december kwam de Pijl onverrichter zake ('in den slaven handel als anders) weer terug aan de Kaap. In januari vertrok Hugo naar Mauritius, dat hij desolaat aantrof. De vorige commandeur, George Frederik Wreden, was er onlangs met een sloep verdronken in de branding. De versterkte factorij, die Fort Frederik Hendrik werd genoemd, vond Hugo lijken op een vervallen boerenschuur. De omgeving was navenant. 'De huysingen vervallen, 't vee verjaeght, 't landt verwildert, in somma dat kostelycke eylandt gantsch sleght gestelt en als een wildernis bevonden'. Hugo hoopte het binnen een jaar weer op orde te krijgen zodat het levensmiddelen aan de passerende schepen kon leveren. In mei 1675 was het echter nog steeds slecht gesteld, vooral door gebrek aan mensen, waardoor vooral het kappen van ebbenhout achterbleef. Als gevolg van de oorlog was er noch van de Kaap, noch van Batavia hulp ontvangen. Op Mauritius woonden vooral vrijburgers, die niet in dienst van de Compagnie waren, en mensen die aan de Kaap niet waren te handhaven. Ook het klimaat werkte niet mee. Hugo schreef aan Batavia 'dat het gesay door de sterke winden en regen seer qualyk was geslaagt'.

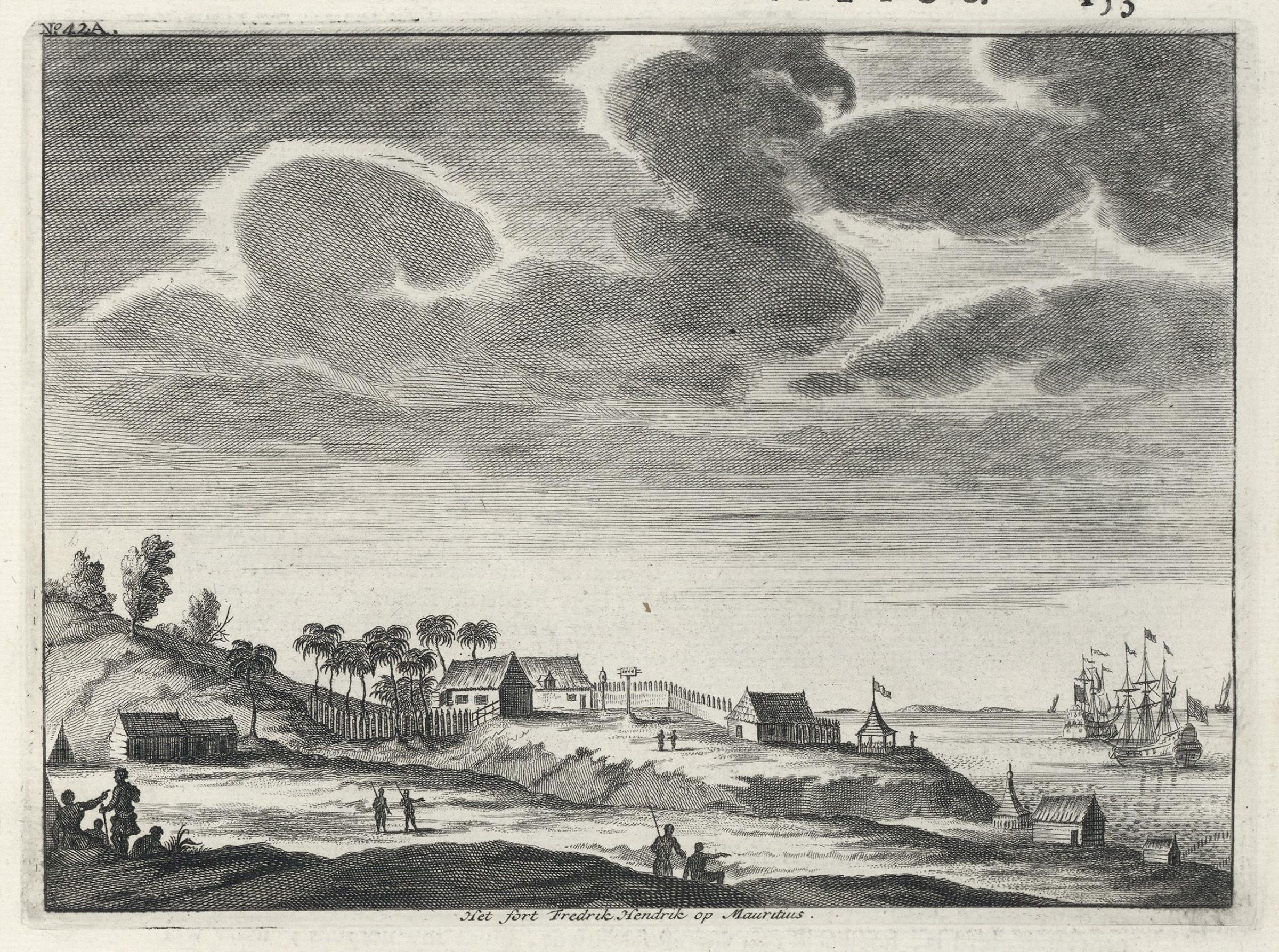
Fort Frederik Hendrik in de zuidelijke baai van Mauritius.

Intussen waren er klachten gerezen over zijn bestuur. Gouverneur Godske van de Kaap had geklaagd dat hij de boekhouding niet op 'de Indische wijze' bijhield. Hugo riposteerde dat waar geen handel is ook niets viel te boekhouden. Eind 1675 werd hem door de Heren XVII opgedragen geen recht meer te spreken in geval van zware delicten, maar deze voortaan naar Godske of naar Batavia te verwijzen. Ze waren onaangenaam verrast geweest 'dat de coloniers soodanigh klaegen over het hart tractement, dat haer wort aengedaen, en d'ellende, die sy lyden.' Zijn hardvochtigheid blijkt wel uit het feit dat hij uit woede over de omgang van zijn dochter Marie met de jonge korporaal Pieter Colle, de laatste liet opsluiten, geselen en brandmerken, en uiteindelijk veroordelen tot 5 jaar dwangarbeid, op basis van verzonnen beschuldigingen.
In mei 1677 schreef hij nogmaals dat het eiland cultiveren 'vry meer menschen, slaven en nodigheden souden vereysschen alsser tot nogh toe aan waren bestelt'. Aangezien zijn vijfjarig contract ten einde liep vroeg hij om overplaatsing naar elders. Batavia keurde dat goed, en liet hem opvolgen door Isaak Lamotius, een tekenaar en uitvinder die een nieuw type zaagmolen voor ebbenhout had uitgevonden, wat op Mauritius goed van pas kwam. Lamotius meldde later dat hij door Hugo 'met alle civiliteyt en beleeftheyt' ontvangen was en dat hij op Mauritius alles 'wel geconditioneerd' had aangetroffen.

### Batavia
Hugo kwam in december met zijn gezin in Batavia aan, maar was te ziek om persoonlijk verslag aan de Raad van Indië uit te brengen. Op 10 januari 1678 wordt hij nog genoemd als een van de vele eregasten bij de installatie van Rijcklof van Goens als gouverneur-generaal. Niet lang daarna moet hij zijn overleden.